# Championnats des Balkans de course en montagne
Les championnats des Balkans de course en montagne sont une compétition de course en montagne disputée chaque année depuis 2008 qui désigne un champion.
Ils sont organisés par l'Association des fédérations balkaniques d'athlétisme (en) (ABAF) avec le soutien de l'Association mondiale de course en montagne (WMRA).

## Histoire
Les championnats sont créés en  2008, organisés par l'Association des fédérations balkaniques d'athlétisme (en) (ABAF) avec le soutien de l'Association mondiale de course en montagne (WMRA). Sept nations sont présentes lors de la première édition à Sapareva Banya, à savoir la Bulgarie, la Turquie, la Grèce, la Roumanie, la Serbie, la Moldavie et la Macédoine. Les premiers champions sont le Turc Mehmet Münir Cura et la Roumaine Cristiana Frumuz.
L'édition 2020 est initialement agendée au 16 mai mais est reportée au 24 octobre en raison de la pandémie de Covid-19,.

## Éditions
| Édition | Année | Lieu                           | Pays       | Date       |
| ------- | ----- | ------------------------------ | ---------- | ---------- |
| 1re     | 2008  | Sapareva Banya, Kyoustendil    | Bulgarie   | 29 juin    |
| 2e      | 2009  | Teteven, Lovetch               | Bulgarie   | 21 mai     |
| 3e      | 2011  | Dimitrovgrad, Pirot            | Serbie     | 12 juin    |
| 4e      | 2012  | Nova Zagora, Sliven            | Bulgarie   | 7 juin     |
| 5e      | 2013  | Poiana Brașov, Brașov          | Roumanie   | 16 juin    |
| 6e      | 2014  | Vatra Dornei, Suceava          | Roumanie   | 15 juin    |
| 7e      | 2015  | Bușteni, Prahova               | Roumanie   | 15 août    |
| 8e      | 2016  | Nova Zagora, Sliven            | Bulgarie   | 8 juin     |
| 9e      | 2017  | Teteven, Lovetch               | Bulgarie   | 10 juin    |
| 10e     | 2018  | Vrnjačka Banja, Raška          | Serbie     | 5 mai      |
| 11e     | 2019  | Câmpulung Moldovenesc, Suceava | Roumanie   | 18 mai     |
| 12e     | 2020  | Poiana Brașov, Brașov          | Roumanie   | 24 octobre |
| 13e     | 2021  | Câmpulung Moldovenesc, Suceava | Roumanie   | 15 mai     |
| 14e     | 2022  | Câmpulung Moldovenesc, Suceava | Roumanie   | 14 mai     |
| 15e     | 2023  | Nikšić                         | Monténégro | 14 mai     |

## Palmarès

### Hommes
| Édition | Or                 | Argent                 | Bronze                 |
| ------- | ------------------ | ---------------------- | ---------------------- |
| 2008    | Mehmet Münir Cura  | Erkan Kuş              | Serdar Durer           |
| 2009    | Erkan Kuş          | Ionuț Zincă            | Ercan Muslu            |
| 2011    | Ionuț Zincă        | Mehmet Akkoyun         | Karataş Adem           |
| 2012    | Mehmet Akkoyun     | Kiril Nikolov          | Ercan Muslu            |
| 2013    | Deniz Kazan        | Akif Kitir             | Orhan Avcı             |
| 2014    | Deniz Kazan        | Stoyan Tevekelev       | Vitalie Gheorghita     |
| 2015    | Ionuț Zincă        | Vitalie Gheorghita     | Gyorgy Szabolcs-Istvan |
| 2016    | Catalin Atanasoaei | Muhammet Can Ağyürek   | Ionuț Zincă            |
| 2017    | Catalin Atanasoaei | Orhan Avcı             | Çelik Osman            |
| 2018    | Rareș Miklos       | Kemal Yildirim         | Georgi Gergov          |
| 2019    | Yüksel Gültekin    | Gabriel Bularda        | Sergii Rashupkin       |
| 2020    | Abdullah Çakır     | Ionuț Zincă            | Leonard Albert Mitrica |
| 2021    | Timotej Bečan      | Leonard Albert Mitrica | Viorel Andrei Palici   |
| 2022    | Timotej Bečan      | Ionuț Zincă            | Bogdan Damian          |
| 2023    | Rareș Miklos       | Valentin Toma          | Yunus Emre Akkuş       |

### Femmes
| Édition | Or                     | Argent                 | Bronze                     |
| ------- | ---------------------- | ---------------------- | -------------------------- |
| 2008    | Cristiana Frumuz       | Rumyana Panovska       | Milka Mihaylova            |
| 2009    | Milka Mihaylova        | Hülya Baştuğ           | Nilay Esen                 |
| 2011    | Cristiana Frumuz       | Milka Mihaylova        | Yağmur Tarhan              |
| 2012    | Denisa Dragomir        | Yasemin Can            | Yağmur Tarhan              |
| 2013    | Milka Mihaylova        | Liliana Maria Danci    | Yasemin Can                |
| 2014    | Denisa Dragomir        | Milka Mihaylova        | Nicoleta Alina Petrescu    |
| 2015    | Denisa Dragomir        | Antoniya Marinova      | Cristiana Ghiţă            |
| 2016    | Cristiana Ghiţă        | Denisa Dragomir        | Marinela Nineva            |
| 2017    | Denisa Dragomir        | Marinela Nineva        | Nevena Jovanović           |
| 2018    | Marinela Nineva        | Maya Nedyalkova        | Adela Baltoi               |
| 2019    | Mojca Koligar          | Eylem Gür              | Gülsün Tunç                |
| 2020    | Cristina Simion        | Monica Madalina Florea | Andreea Alina Piscu        |
| 2021    | Monica Madalina Florea | Ingrid Mutter          | Nuša Mali                  |
| 2022    | Denisa Dragomir        | Martina Potrč          | Ingrid Mutter              |
| 2023    | Nursena Çeto           | Liliana Maria Dragomir | Maria Magdalena Bosînceanu |